# Azet (Tageszeitung)
Die Azet (kurz für Abendzeitung) war eine Tageszeitung in der DDR. Sie war ein Abendblatt und erschien vom 1. März 1965 bis zum 30. September 1975 in Leipzig und Halle.
Die Azet wurde von der SED herausgegeben und war, wie alle Zeitungen in der DDR, politisch gesteuert. Der Vertrieb der Azet erfolgte in allen Kiosken und Zeitungsvertrieben von Leipzig und Halle. Das Exemplar kostete 10 Pfennig und wurde aufgrund des geringen Preises gern zur Tarnung von Bückware wie etwa Eulenspiegel oder Magazin, aber auch von Fachzeitungen benutzt.
Auf dem Leipziger Hauptbahnhof gab es fliegende Händler, welche die Azet lautstark anpriesen.